# Gare de Pont-de-l’Arche
Gare de Pont-de-l'Arche vasútállomás Franciaországban, Pont-de-l'Arche településen.

## Vasútvonalak
Az állomást az alábbi vasútvonalak érintik:
- Párizs–Le Havre-vasútvonal

## Kapcsolódó állomások
A vasútállomáshoz az alábbi állomások vannak a legközelebb:
- Gare d’Oissel
- Gare de Val-de-Reuil